# Музей водопровідної мережі «Metropolitan»
Музей водопровідної мережі «Metropolitan» (англ. Metropolitan Waterworks Museum) — музей у будівлі водопровідної мережі Честнат-Гілл, спочатку бувши високоякісною насосною станцією Бостонського міського водопроводу. Музей має добре збережені механічні інженерні пристрої в будівлі в романському стилі Річардсона.
У найнапруженіші роки станція перекачувала до ста мільйонів галонів води на день. У 1970-х роках станція була виведена з експлуатації, а пізніше деякі з її будівель були перетворені на кондомініуми. Після періоду невикористання насосну станцію було відреставровано, а у 2007 році було створено Фонд збереження водопровідних споруд для контролю за її перетворенням на музей. У березні 2011 року будинок знову відкрився для відвідувачів як Музей водопровідних споруд.

## Історія
У 1850-х роках Бостон почав модернізувати своє водопостачання, яке в той час являло собою поєднання колодязів, води зі ставка і трубопроводу з водосховища в місті Натік, що спускається вниз.
У 1870-х роках міська влада Бостона вирішила, що місту необхідно збільшити обсяги фільтрації та перекачування води, і почали вивчати варіанти.
У 1886 році було розроблено проєкт насосної станції високого обслуговування, і наступного року вона була введена в експлуатацію як насосна станція Честнат-Гілл — лише через кілька років після першої у світі такої станції в Німеччині. Вода перекачувалась з цієї станції вгору схилом до водосховища Фішер Гілл, звідки під дією сили тяжіння вода надходила в навколишні райони. 
У 1894 році на станції був уведений в експлуатацію третій водяний насос, що працює на пару, розроблений Еразмом Дарвіном Лівіттом. Насосний двигун Лівітта-Рідлера, як його пізніше назвали, був названий «найефективнішим насосним двигуном у світі», коли його вперше представили, і залишався в експлуатації до 1928 року. У XX столітті Американське товариство інженерів-механіків оголосило його історичною пам'яткою машинобудування. Він був повністю відновлений музеєм та є центральним експонатом його головного поверху.

## Цікавинки
Марк Волберг зняв частину свого фільму 1992 року «Ти маєш повірити» у підвалі будівлі.
У будівлі є кам’яні обличчя дизайнера Артура Г. Вінала та його дружини.

## Галерея

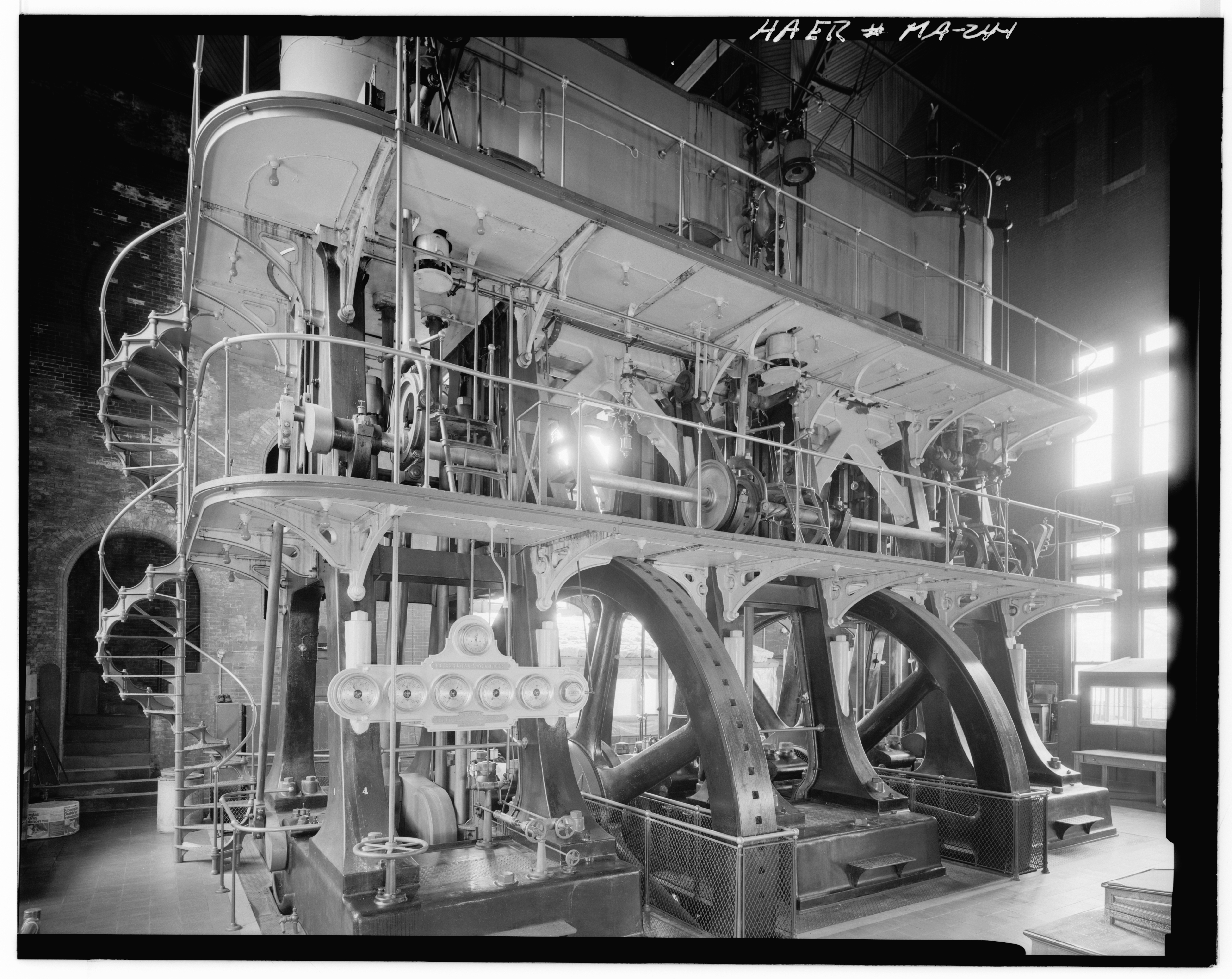
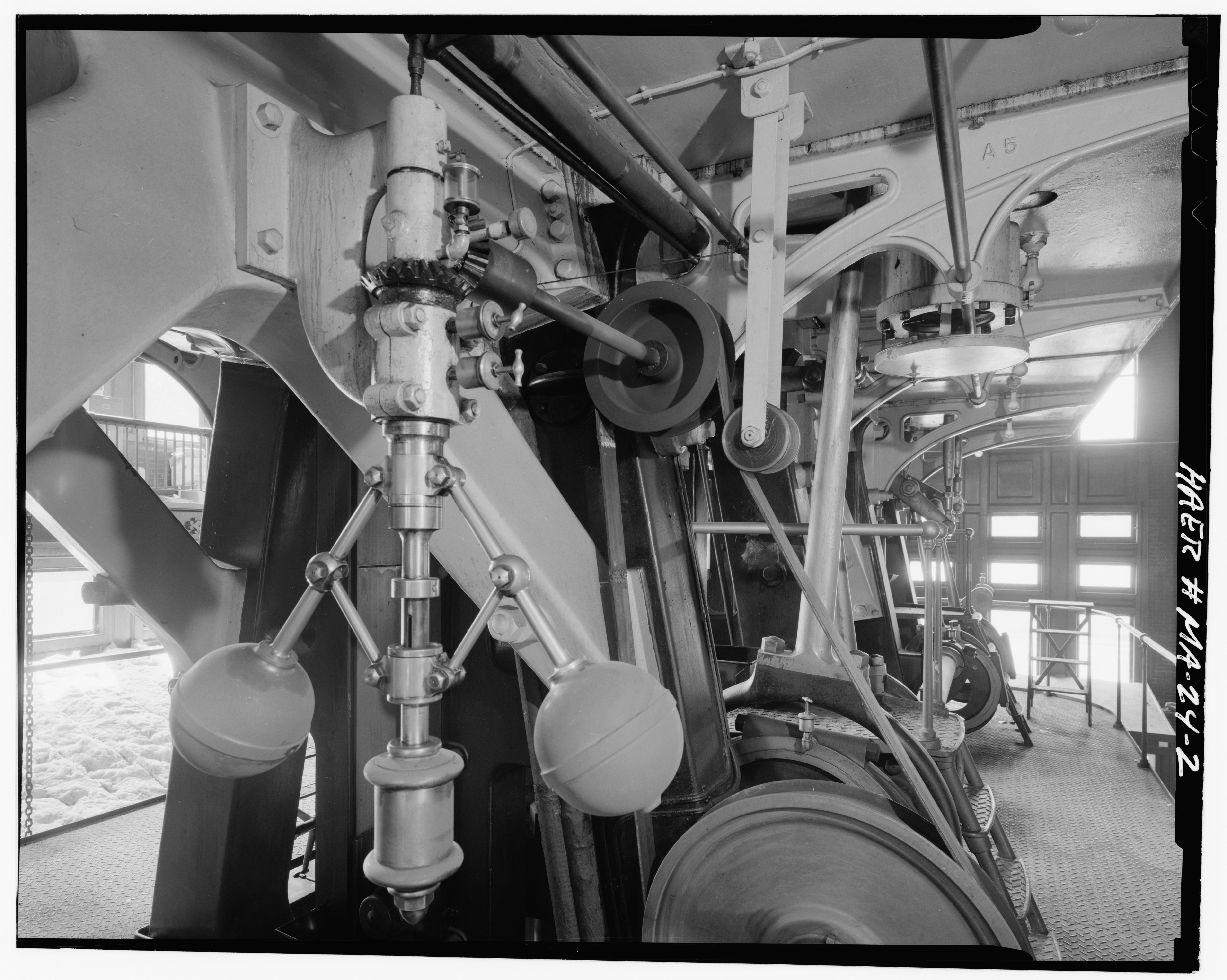
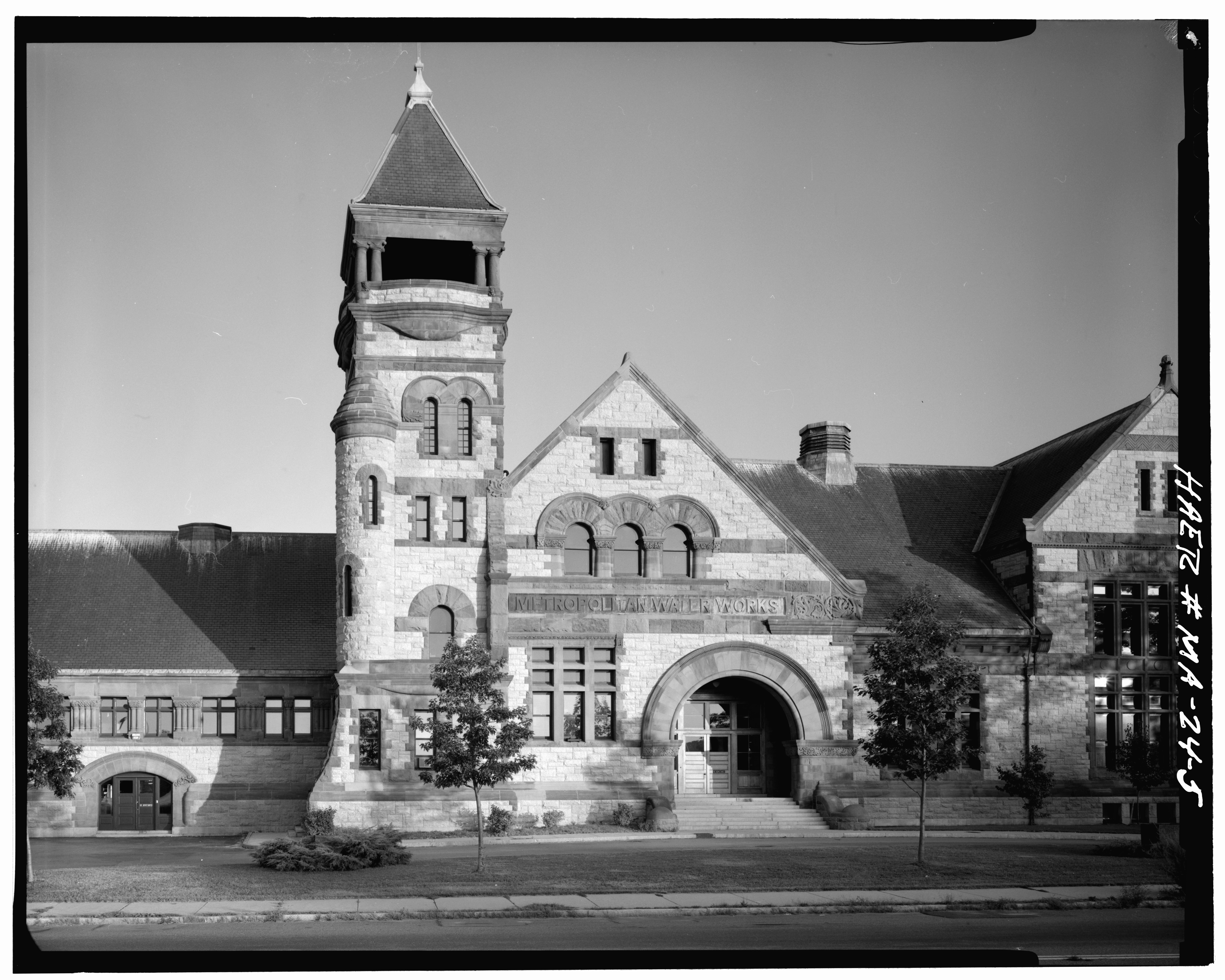
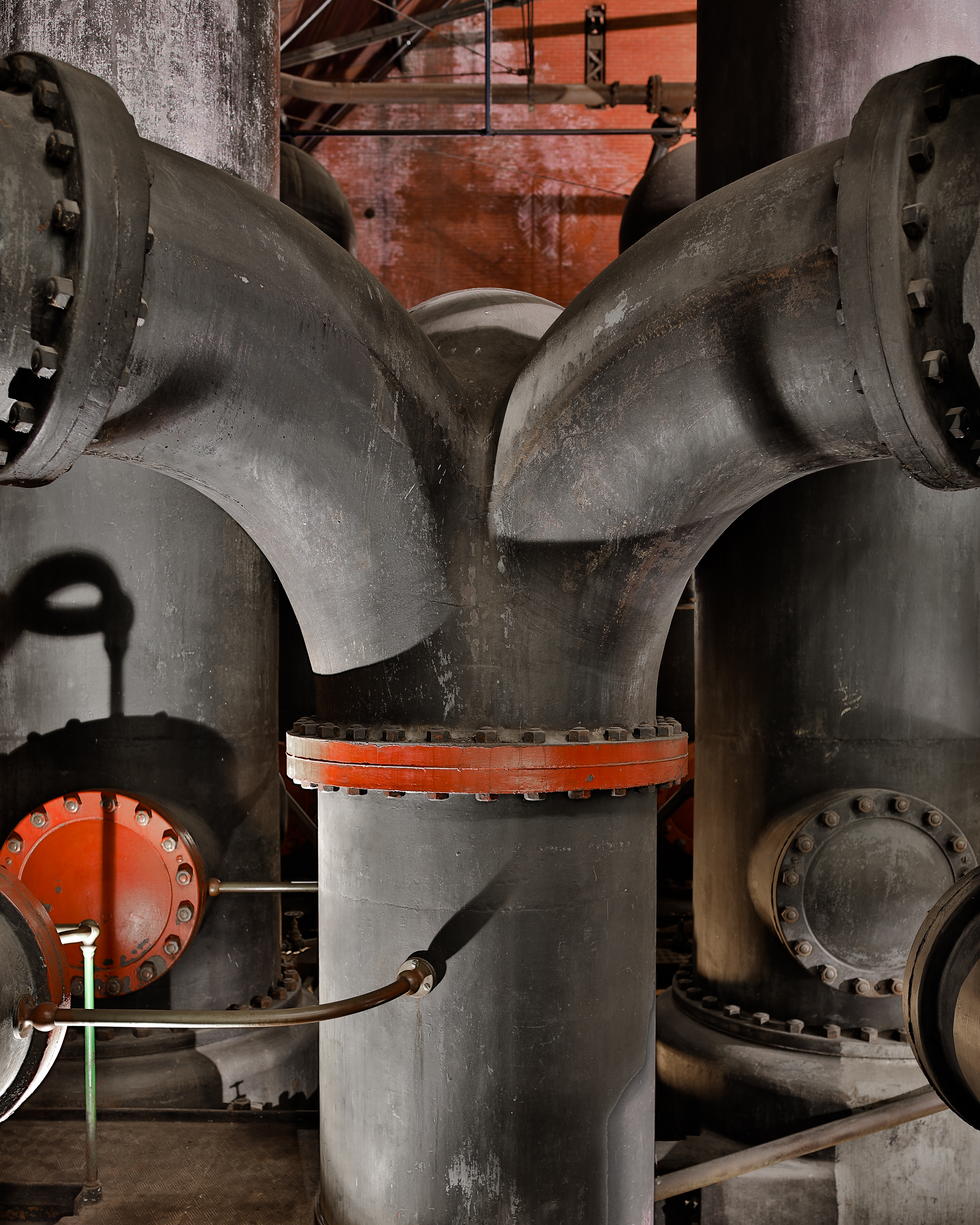
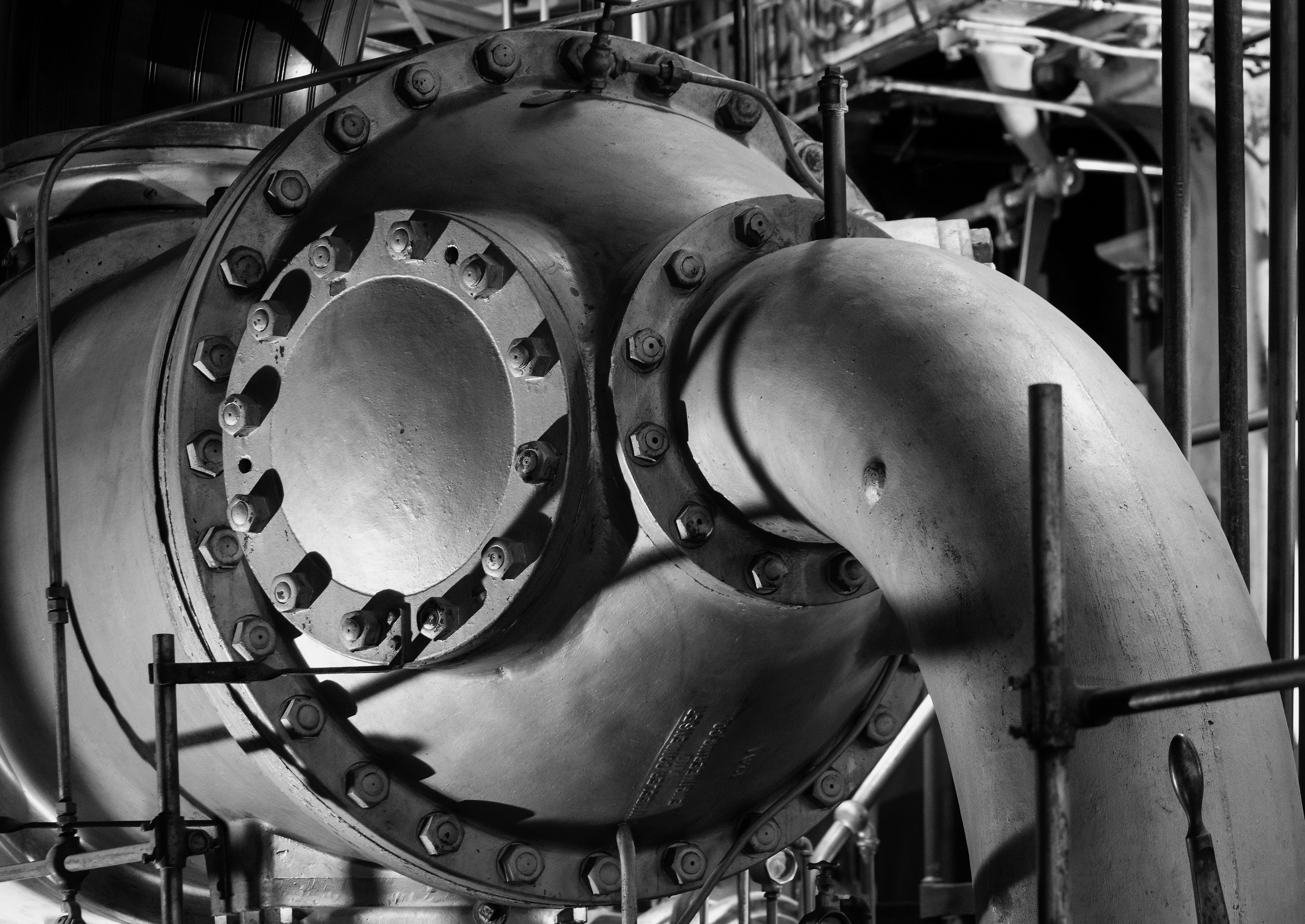
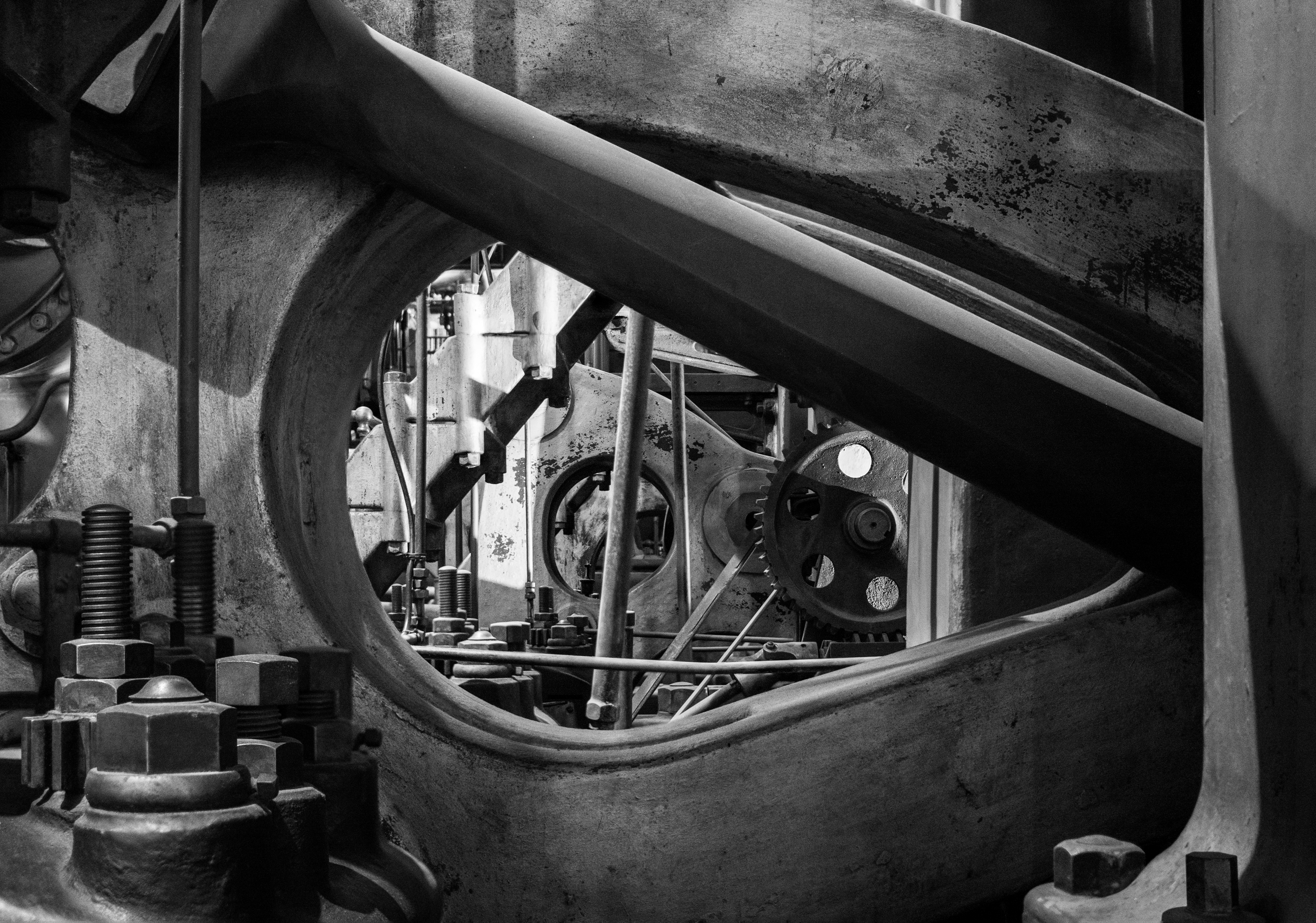
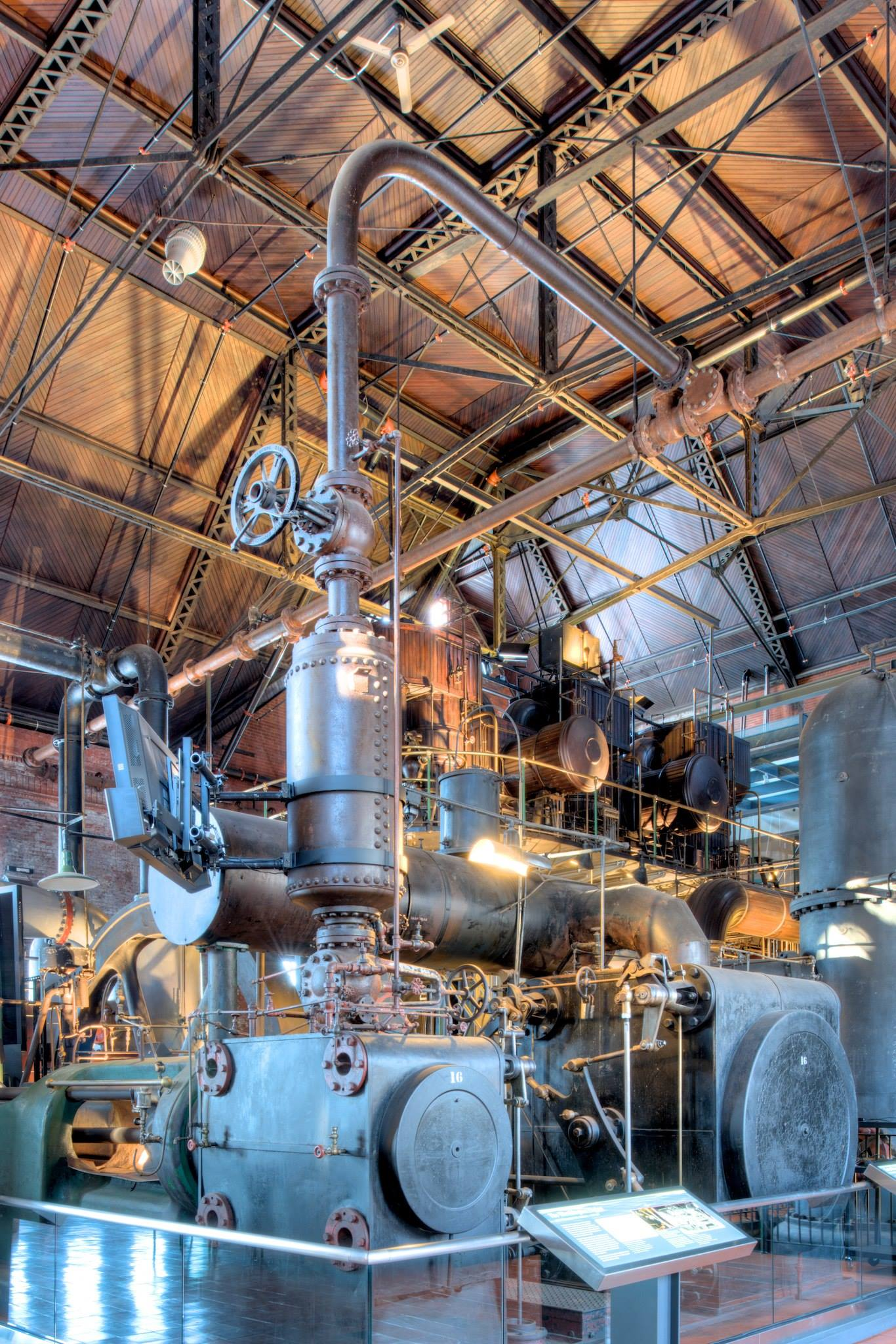
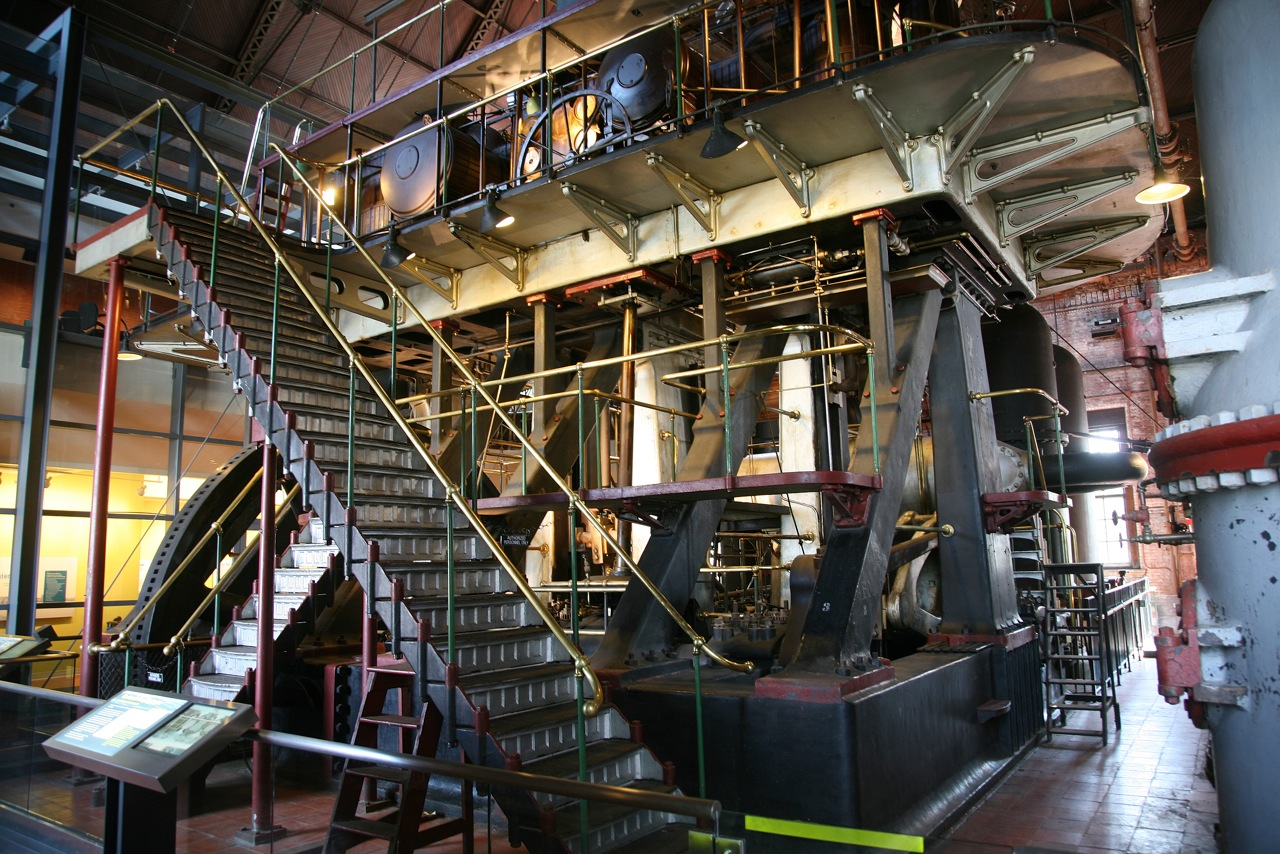